# Alexlutheria
Alexlutheria är ett släkte av plattmaskar. Alexlutheria ingår i familjen Dalyelliidae.
Släktet innehåller bara arten Alexlutheria acrosiphoniae.